# Gisela Weiß
Gisela Weiß (n. 16 octombrie 1943, Česká Kamenice⁠(d), Ústí nad Labem, Cehia) este o înotătoare ce a reprezentat Germania, medaliată olimpică. A participat la o ediție a Jocurilor Olimpice (1960) în care a câștigat o medalie de bronz.